# Florarctus kwoni
Florarctus kwoni är en djurart som tillhör fylumet trögkrypare, och som beskrevs av Chang och Rho 1997. Florarctus kwoni ingår i släktet Florarctus och familjen Halechiniscidae. Inga underarter finns listade i Catalogue of Life.